# Hiba-Lebensbaum
Der Hiba oder Hiba-Lebensbaum (Thujopsis dolabrata, jap.: 翌檜, Asunaro oder Aomori hiba) ist die einzige Art der Pflanzengattung Thujopsis aus der Unterfamilie Cupressoideae in der Familie der Zypressengewächse (Cupressaceae).
Der Hiba-Lebensbaum ist einer der „Fünf Bäume von Kiso“, die 1708 im Lehen Owari unter Naturschutz gestellt wurden.

## Beschreibung

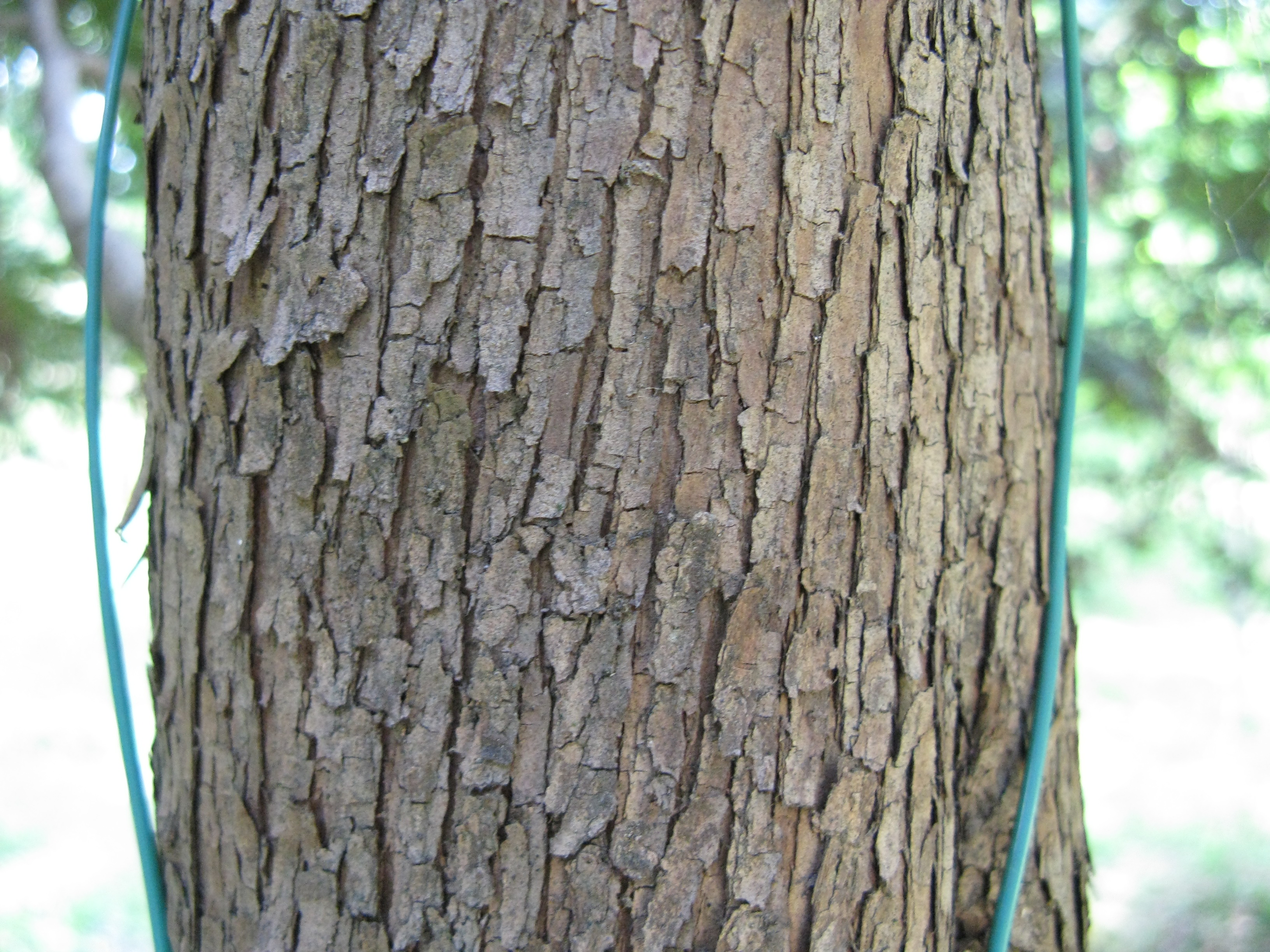
Borke

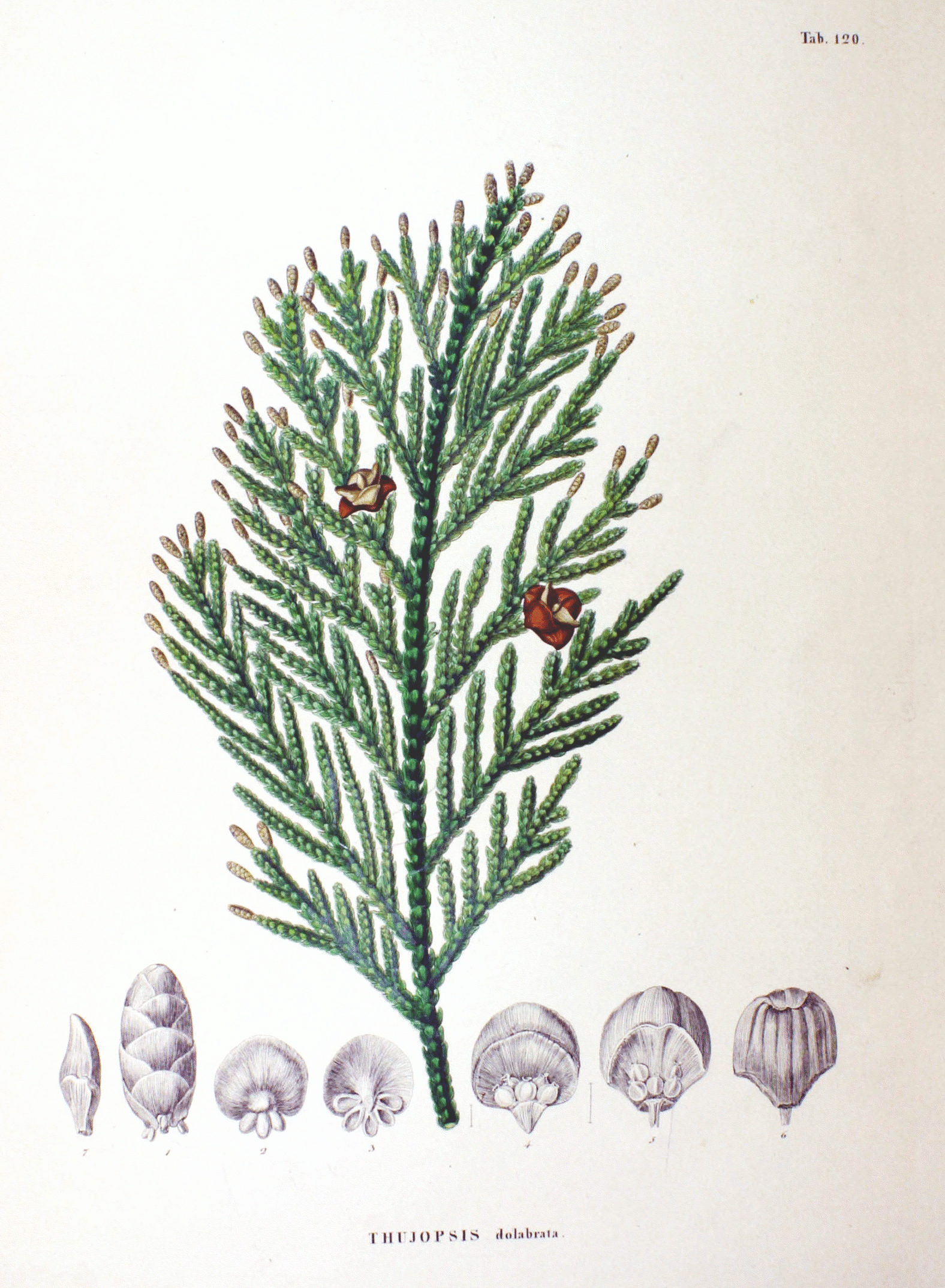
Illustration

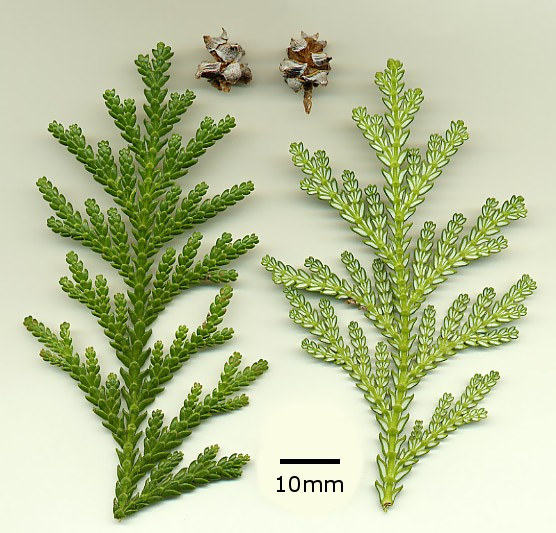
Zweige mit Oberseite (links), mit Unterseite (rechts) und mit Zapfen

### Vegetative Merkmale
Der Hiba-Lebensbaum wächst als immergrüner Baum und erreicht Wuchshöhen von 15 Metern, auf den britischen Inseln bis zu 20 Metern. Er ist sehr langsamwüchsig. Die dünne Borke ist grau oder rotbraun; sie löst sich in langen Streifen ab. Die Krone ist kegelförmig. Die schuppenförmigen Blätter sind 4 bis 7 Millimeter lang und 1,5 bis 2,2 Millimeter breit; sie sind frischgrün bis gelblichgrün. Die Sämlinge besitzen zwei Keimblätter (Kotyledonen).

### Generative Merkmale
Der Hiba-Lebensbaum ist einhäusig getrenntgeschlechtig (monözisch). Die männlichen Zapfen sind zylindrisch und dunkelgrün. Die weiblichen Zapfen sind mit einem Durchmesser von 1,0 bis 1,6 Zentimetern fast kugelförmig, mit je sechs bis acht holzigen Zapfenschuppen. Pro fertiler Zapfenschuppe entwickeln sich drei bis fünf geflügelte, dunkelbraune, längliche bis ovale Samen, sie sind 4 bis 5 Millimeter lang und 3,0 bis 3,5 Millimeter breit. Der Pollenflug ist von Januar bis März, und die Samenreife erfolgt im August bis November des gleichen Jahres.

### Verwechslungsmöglichkeit
Der Hiba-Lebensbaum sieht den Thuja-Arten sehr ähnlich, unterscheiden sich aber von diesen durch die runden, verholzten Zapfen, die geflügelten Samen und die größeren Blätter.

## Verbreitung
Thujopsis dolabrata ist in Japan heimisch. In Europa wurde er ab etwa 1853 bekannt. Über achtzig Prozent der natürlichen Bestände in Japan finden sich in der Präfektur Aomori, etwa gleich verteilt in den Bergen der Shimokita- und Tsugaru-Halbinsel.

## Systematik
Da die botanische Einordnung dieser Art lange Zeit sehr strittig war, gibt es viele Synonyme wie Thuja dolabrata L.f., Platycladus dolabrata (L.f.) Spach, Dolophyllum dolabratum und Libocedrus dolabrata (L.f.) J.Nelson.
Man kann zwei Varietäten unterscheiden:
- Thujopsis dolabrata var. dolabrata (Syn.: Thujopsis dolabrata var. australis A.Henry): Sie kommt im südlichen und im südlich-zentralen Japan vor.[3]
- Thujopsis dolabrata var. hondae Makino: Sie kommt im nördlichen und nördlich-zentralen Japan vor.[3]

## Verwendung
Das Holz ist wegen seiner Beständigkeit gegen Pilzbefall am Bau geschätzt. Die Widerstandsfähigkeit ist auf die im Holz enthaltenen Hinokitiole (Thujaplicin) zurückzuführen. Besonders wirksam sind diese gegen Daedalea dickinsii. Im Chūson-ji von Hiraizumi (Iwate) wurden 1962 drei aus diesem Holz hergestellte, unbeschädigte Särge von Angehörigen der nördlichen Fujiwara aus dem 12. Jahrhundert gefunden.
Aus dem Holz und den Blättern wird in Japan das ätherische Hibaöl gewonnen.

## Zuchtformen
- ‘Nana’: Sorte mit rundlicher, ausladender Wuchsform mit grünlichen, manchmal ins bronzefarbige übergehende Blätter. Sie wird etwa 60 Zentimeter hoch und 150 Zentimeter breit.[2]
- ‘Variegata’: Bei dieser Form ist die Belaubung gelblichweiß gefärbt, schlägt aber immer wieder in die grüne Form zurück.

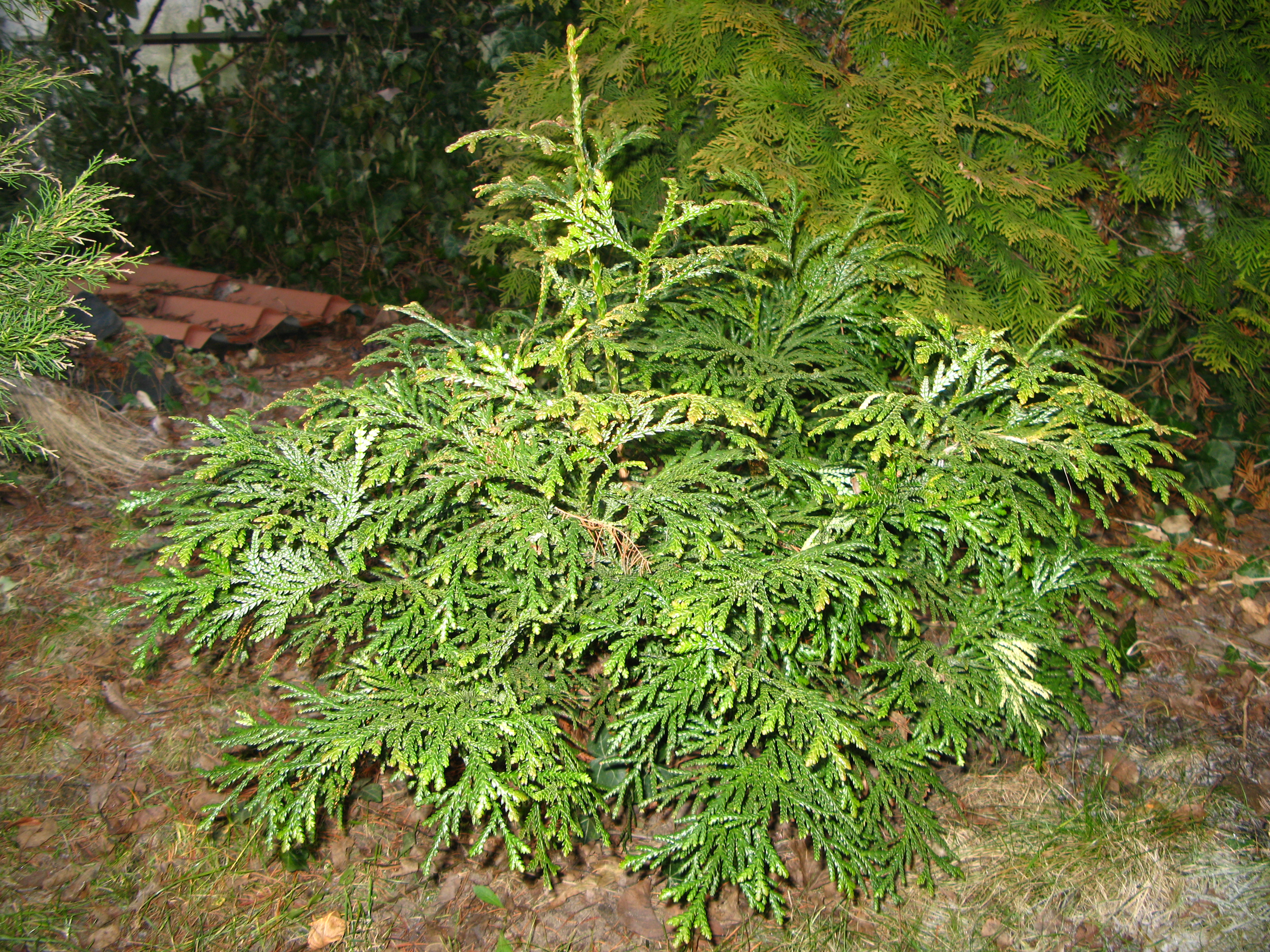
Junge Pflanze
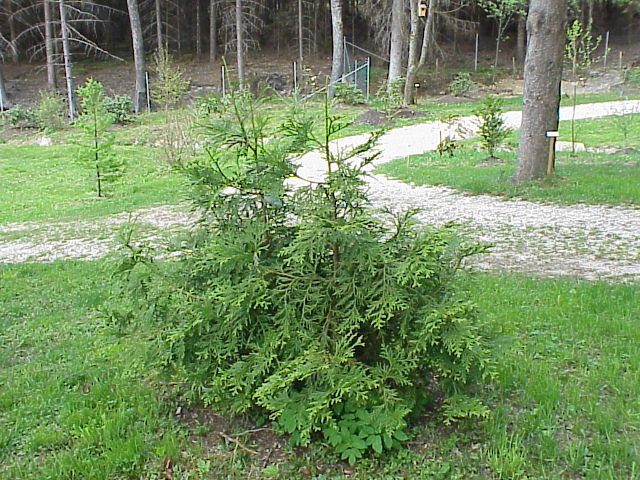
Junge Pflanze
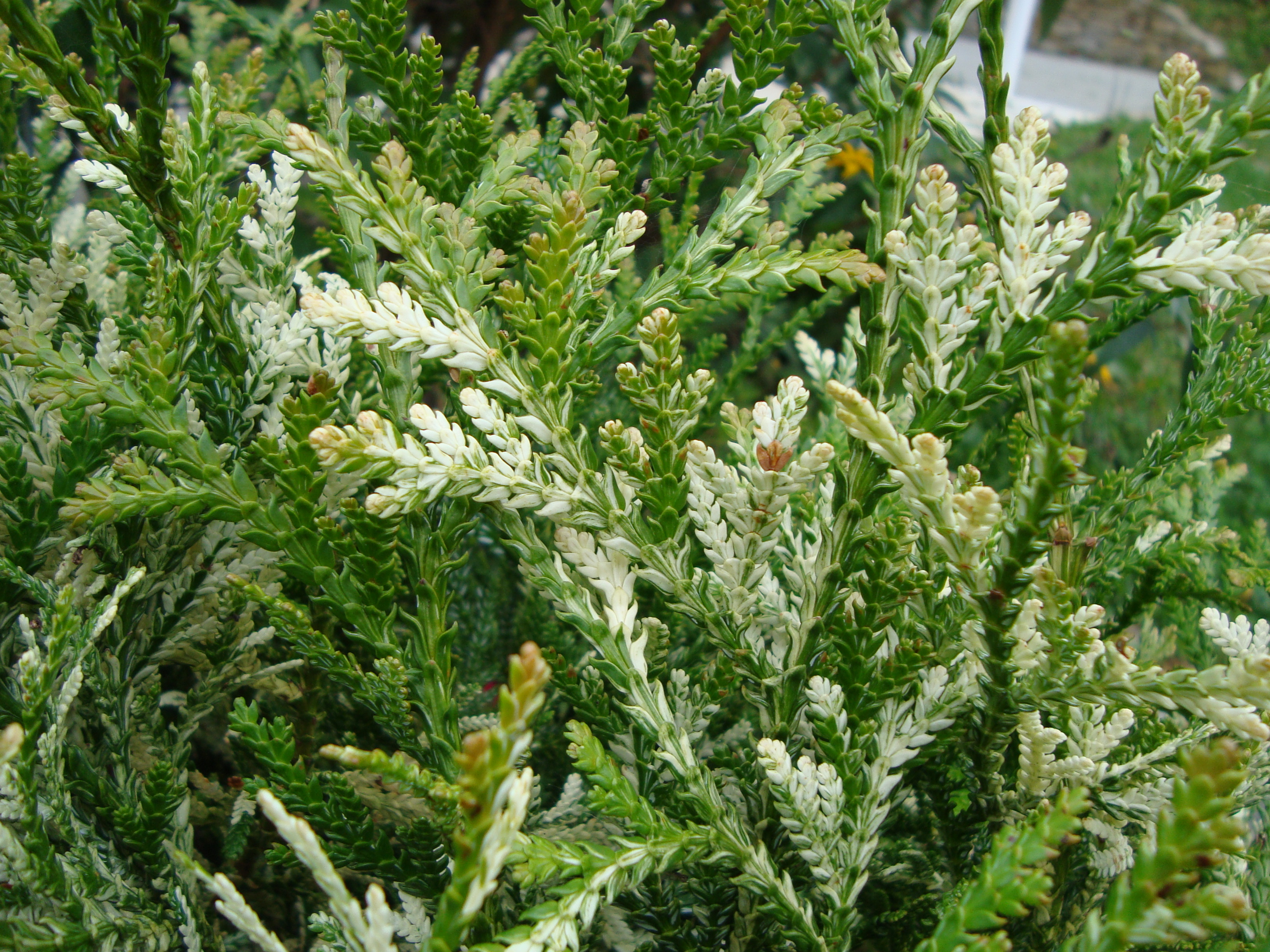
Zweige der Sorte ‘Variegata’
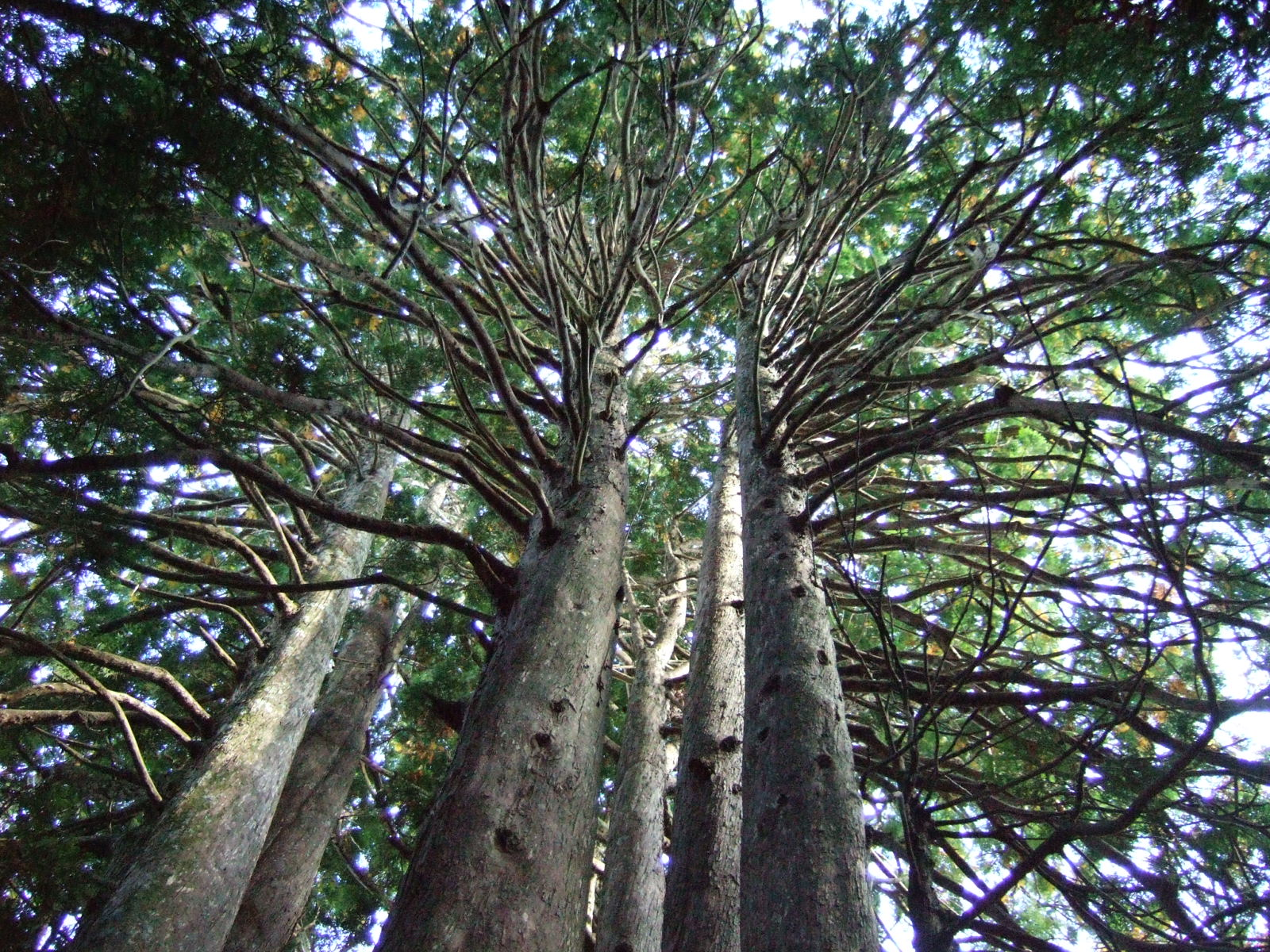
Große Bäume in der Präfektur Aomori